# Challenge Cup 2012-2013 (pallavolo femminile)
La Challenge Cup di pallavolo femminile 2012-2013 è stata la 33ª edizione del terzo torneo pallavolistico per importanza dopo la Champions League e la Coppa CEV, la sesta con questa denominazione; iniziata il 13 novembre 2012, si è conclusa con la finale di ritorno il 24 marzo 2013. Alla competizione hanno partecipato 45 squadre di club europee e la vittoria finale è andata per la prima volta alla Ženskij volejbol'nyj klub Dinamo Krasnodar.

## Squadre partecipanti
| - Fischbek - İlbank - TED Ankara* - AEK Atene* - Luka Bar - AZS Białystok* - Slávia Bratislava - Bratislavský - Jedinstvo Brčko* - Královo Pole* - CSM Bucarest - Vasas | - Anorthōsīs - VDK Gent - Gödöllõ - Graz - Kamnik - Hapoël Kfar Saba - Dinamo Krasnodar - Ti-Volley Innsbruck - Kolubara - Le Cannet - AEL Limassol - Apollōn Limassol | - Lindesberg - Branik* - Peelpush - Universal Modena - Franches-Montagnes - Münster - TENT* - Olomouc* - Olympiakos - Oudegem - River* - HAOK Rijeka* | - Minatori Rrëshen - Viesti Salo* - Spodnja Savinjska - Sliedrecht* - Split* - Stod Volley Steinkjer - Târgu Mureș - Weert* - Chimik* |

Minatori Rrëshen ritirato.
- * Provenienti dalla Coppa CEV.

## Primo turno

### Andata
| 14 novembre 2012 TVF SC Baskent Sports Hall, Ankara Durata: 0h:58 - Spettatori: 350     | İlbank             | 3 - 0 | Ti-Volley Innsbruck   | 25-17, 25-9, 25-17               |
| 14 novembre 2012 Vasas Sportcsarnok, Budapest Durata: 2h:02 - Spettatori: 270           | Vasas              | 2 - 3 | Stod Volley Steinkjer | 25-27, 25-15, 24-26, 25-9, 12-15 |
| 14 novembre 2012 Sporthalle Berg Fidel, Munster Durata: 1h:15 - Spettatori: 890         | Münster            | 3 - 0 | Hapoël Kfar Saba      | 25-17, 26-24, 25-12              |
| 13 novembre 2012 Anorthosis Famagusta S.C., Limassol Durata: 1h:13 - Spettatori: 700    | Anorthōsīs         | 0 - 3 | Doprastav Bratislava  | 22-25, 18-25, 22-25              |
| 15 novembre 2012 Centre Sportif La Blancherie, Delémont Durata: 1h:13 - Spettatori: 600 | Franches-Montagnes | 0 - 3 | Kamnik                | 13-25, 18-25, 20-25              |
| 15 novembre 2012 Sporthal De Korref, Meijel Durata: 1h:05 - Spettatori: 436             | Peelpush           | 0 - 3 | Târgu Mureș           | 17-25, 19-25, 14-25              |
| 14 novembre 2012 Lindesberg Arena, Lindesberg Durata: 1h:07 - Spettatori: 509           | Lindesberg         | 0 - 3 | VDK Gent              | 15-25, 15-25, 15-25              |
| 13 novembre 2012 Sportska dvorana Topolica, Antivari Durata: 1h:30 - Spettatori: 200    | Luka Bar           | 1 - 3 | Apollōn Limassol      | 18-25, 25-17, 18-25, 12-25       |
| 14 novembre 2012 CU Arena, Amburgo Durata: 0h:59 - Spettatori: 693                      | Fischbek           | 3 - 0 | Spodnja Savinjska     | 25-14, 25-14, 25-19              |
| 15 novembre 2012 Rapid Hall, Bucarest Durata: 1h:45 - Spettatori: 400                   | CSM Bucarest       | 3 - 1 | Oudegem               | 25-23, 23-25, 25-19, 25-22       |
| 14 novembre 2012 LTV AEL, Limassol Durata: 1h:35 - Spettatori: 100                      | AEL Limassol       | 3 - 1 | Slávia Bratislava     | 25-19, 25-12, 23-25, 25-18       |
| 14 novembre 2012 Szent Istvan U.S., Gödöllő Durata: 0h:59 - Spettatori: 250             | Gödöllõ            | 0 - 3 | Olympiakos            | 14-25, 21-25, 13-25              |
| 13 novembre 2012 Union Sporthalle, Graz Durata: 1h:39 - Spettatori: 800                 | Graz               | 1 - 3 | Kolubara              | 25-18, 12-25, 25-27, 23-25       |

### Ritorno
| 22 novembre 2012 Universitätssporthalle, Innsbruck Durata: 0h:54 - Spettatori: 100    | Ti-Volley Innsbruck   | 0 - 3 | İlbank             | 13-25, 8-25, 8-25                                 |
| 21 novembre 2012 Steinkjerhallen, Steinkjer Durata: 1h:22 - Spettatori: 825           | Stod Volley Steinkjer | 3 - 0 | Vasas              | 25-20, 25-19, 27-25                               |
| 21 novembre 2012 Galili Sport Hall, Kfar Saba Durata: 0h:0 - Spettatori: 0            | Hapoël Kfar Saba      | 3 - 0 | Münster            | 25-0, 25-0, 25-0                                  |
| 22 novembre 2012 Inter Hala Pasienky, Bratislava Durata: 1h:13 - Spettatori: 400      | Doprastav Bratislava  | 3 - 0 | Anorthōsīs         | 25-20, 25-23, 25-22                               |
| 21 novembre 2012 Športna dvorana, Kamnik Durata: 1h:14 - Spettatori: 100              | Kamnik                | 3 - 0 | Franches-Montagnes | 25-23, 25-16, 25-18                               |
| 21 novembre 2012 Sala Sporturilor, Târgu Mureș Durata: 2h:04 - Spettatori: 500        | Târgu Mureș           | 2 - 3 | Peelpush           | 25-17, 19-25, 21-25, 25-8, 12-15 Golden set: 9-15 |
| 21 novembre 2012 Bourgoyen, Gand Durata: 0h:55 - Spettatori: 400                      | VDK Gent              | 3 - 0 | Lindesberg         | 25-16, 25-7, 25-7                                 |
| 22 novembre 2012 Apollon Hall, Limassol Durata: 1h:34 - Spettatori: 200               | Apollōn Limassol      | 3 - 1 | Luka Bar           | 20-25, 25-17, 25-19, 25-16                        |
| 21 novembre 2012 Sportna Dvorana, San Pietro-Vertoiba Durata: 1h:50 - Spettatori: 650 | Spodnja Savinjska     | 1 - 3 | Fischbek           | 25-23, 18-25, 14-25, 18-25                        |
| 22 novembre 2012 Sporthal Sint-Gillis, Dendermonde Durata: 1h:12 - Spettatori: 600    | Oudegem               | 0 - 3 | CSM Bucarest       | 20-25, 12-25, 20-25                               |
| 21 novembre 2012 Športová hala Mladosť, Bratislava Durata: 1h:09 - Spettatori: 150    | Slávia Bratislava     | 0 - 3 | AEL Limassol       | 20-25, 23-25, 13-25                               |
| 21 novembre 2012 Melina Merkourī Hall, Il Pireo Durata: 1h:05 - Spettatori: 200       | Olympiakos            | 3 - 0 | Gödöllõ            | 25-21, 25-13, 25-17                               |
| 20 novembre 2012 SRC Kolubara, Lazarevac Durata: 0h:59 - Spettatori: 550              | Kolubara              | 3 - 0 | Graz               | 25-13, 25-15, 25-11                               |

### Squadre qualificate
| - Fischbek - İlbank - Doprastav Bratislava - CSM Bucarest - VDK Gent - Kamnik - Hapoël Kfar Saba | - Kolubara - AEL Limassol - Apollōn Limassol - Peelpush - Olympiakos - Stod Volley Steinkjer |

## Sedicesimi di finale

### Andata
| 5 dicembre 2012 PalaPanini, Modena Durata: 1h:12 - Spettatori: 350                     | Universal Modena     | 3 - 0 | Branik                | 25-12, 25-22, 25-15               |
| 4 dicembre 2012 TVF SC Baskent Sports Hall, Ankara Durata: 1h:36 - Spettatori: 250     | İlbank               | 3 - 1 | Olomouc               | 25-18, 19-25, 25-23, 25-13        |
| 5 dicembre 2012 Inter Hala Pasienky, Bratislava Durata: 1h:13 - Spettatori: 150        | Doprastav Bratislava | 3 - 0 | Královo Pole          | 25-20, 25-21, 25-19               |
| 5 dicembre 2012 TVF SC Baskent Sports Hall, Ankara Durata: 1h:20 - Spettatori: 200     | TED Ankara           | 0 - 3 | Dinamo Krasnodar      | 19-25, 21-25, 28-30               |
| 6 dicembre 2012 FSK Olymp, Južne Durata: 1h:05 - Spettatori: 922                       | Chimik               | 3 - 0 | VDK Gent              | 25-16, 25-16, 25-18               |
| 5 dicembre 2012 Sala Sportowa SP nr 50, Białystok Durata: 1h:11 - Spettatori: 400      | AZS Białystok        | 3 - 0 | Olympiakos            | 25-21, 25-15, 25-21               |
| 5 dicembre 2012 Športna dvorana, Kamnik Durata: 1h:38 - Spettatori: 150                | Kamnik               | 3 - 1 | Weert                 | 25-11, 18-25, 25-18, 25-22        |
| 6 dicembre 2012 Sporthal De Korref, Meijel Durata: 0h:0 - Spettatori: 600              | Peelpush             | 2 - 3 | Viesti Salo           | 17-25, 25-20, 21-25, 25-23, 8-15  |
| 5 dicembre 2012 Gymnase Maillan, Le Cannet Durata: 1h:55 - Spettatori: 239             | Le Cannet            | 3 - 2 | AEK Atene             | 25-19, 21-25, 22-25, 25-17, 15-13 |
| 5 dicembre 2012 SRC Kolubara, Lazarevac Durata: 1h:53 - Spettatori: 500                | Kolubara             | 3 - 2 | TENT                  | 23-25, 23-25, 25-21, 25-22, 15-9  |
| 5 dicembre 2012 Apollon Hall, Limassol Durata: 0h:57 - Spettatori: 100                 | Apollōn Limassol     | 0 - 3 | River                 | 10-25, 16-25, 12-25               |
| Incontro non disputato per il ritiro dalla competizione della società Minatori Rrëshen | AEL Limassol         | 3 - 0 | Minatori Rrëshen      |                                   |
| 4 dicembre 2013 Sporthal de Stoep, Sliedrecht Durata: 1h:07 - Spettatori: 740          | Sliedrecht           | 0 - 3 | CSM Bucarest          | 23-25, 13-25, 22-25               |
| 6 dicembre 2013 Sportska Dvorana Magnet, Brčko Durata: 1h:21 - Spettatori: 900         | Jedinstvo Brčko      | 3 - 0 | Stod Volley Steinkjer | 25-12, 25-17, 28-26               |
| 5 dicembre 2013 Dvorana Linko Lukarić, Fiume Durata: 2h:04 - Spettatori: 150           | HAOK Rijeka          | 2 - 3 | Fischbek              | 30-28, 25-23, 18-25, 19-25, 8-15  |
| 6 dicembre 2013 Sport Center Gripe, Spalato Durata: 1h:01 - Spettatori: 120            | Split                | 0 - 3 | Hapoël Kfar Saba      | 11-25, 12-25, 10-25               |

### Ritorno
| 12 dicembre 2012 Sportna Dvorana Ljudski Vrt, Maribor Durata: 1h:40 - Spettatori: 270          | Branik                | 1 - 3 | Universal Modena     | 17-25, 26-24, 23-25, 14-25                          |
| 12 dicembre 2012 Univerzita Palackeho, Olomouc Durata: 1h:44 - Spettatori: 350                 | Olomouc               | 1 - 3 | İlbank               | 19-25, 21-25, 25-19, 22-25                          |
| 11 dicembre 2012 Mestska Hala Vodova, Brno Durata: 1h:41 - Spettatori: 100                     | Královo Pole          | 1 - 3 | Doprastav Bratislava | 19-25, 25-20, 23-25, 21-25                          |
| 11 dicembre 2012 Dvorec sporta Olimp, Krasnodar Durata: 1h:32 - Spettatori: 1500               | Dinamo Krasnodar      | 3 - 1 | TED Ankara           | 25-11, 25-21, 22-25, 25-11                          |
| 12 dicembre 2012 Bourgoyen, Gand Durata: 1h:19 - Spettatori: 275                               | VDK Gent              | 0 - 3 | Chimik               | 25-27, 22-25, 20-25                                 |
| 12 dicembre 2012 Melina Merkourī Hall, Il Pireo Durata: 1h:37 - Spettatori: 200                | Olympiakos            | 3 - 0 | AZS Białystok        | 25-16, 25-19, 25-18 Golden set: 12-15               |
| 12 dicembre 2012 Sporthal Aan De Bron, Weert Durata: 1h:52 - Spettatori: 300                   | Weert                 | 3 - 1 | Kamnik               | 22-25, 26-24, 25-22, 25-18                          |
| 13 dicembre 2012 Salohalli, Salo Durata: 1h:53 - Spettatori: 569                               | Viesti Salo           | 3 - 1 | Peelpush             | 21-25, 25-20, 25-18, 25-19                          |
| 12 dicembre 2012 M. H. I. Zaharias Aexandrou, Atene Durata: 1h:38 - Spettatori: 900            | AEK Atene             | 1 - 3 | Le Cannet            | 23-25, 25-21, 17-25, 17-25                          |
| 12 dicembre 2012 Sportsko-kulturni centar Obrenovac, Obrenovac Durata: 1h:45 - Spettatori: 750 | TENT                  | 1 - 3 | Kolubara             | 25-23, 28-30, 21-25, 22-25                          |
| 11 dicembre 2012 PalaBanca, Piacenza Durata: 0h:50 - Spettatori: 838                           | River                 | 3 - 0 | Apollōn Limassol     | 25-8, 25-13, 25-4                                   |
| Incontro non disputato per il ritiro dalla competizione della società Minatori Rrëshen         | Minatori Rrëshen      | 0 - 3 | AEL Limassol         |                                                     |
| 11 dicembre 2012 Sala Polivalentă, Bucarest Durata: 1h:14 - Spettatori: 200                    | CSM Bucarest          | 3 - 0 | Sliedrecht           | 25-21, 25-18, 25-19                                 |
| 12 dicembre 2012 Steinkjerhallen, Steinkjer Durata: 2h:25 - Spettatori: 900                    | Stod Volley Steinkjer | 3 - 2 | Jedinstvo Brčko      | 25-19, 22-25, 23-25, 25-15, 15-10 Golden set: 15-13 |
| 12 dicembre 2012 CU Arena, Amburgo Durata: 1h:15 - Spettatori: 653                             | Fischbek              | 3 - 0 | HAOK Rijeka          | 25-21, 25-22, 25-17                                 |
| 12 dicembre 2012 Galili Sport Hall, Kfar Saba Durata: 0h:59 - Spettatori: 450                  | Hapoël Kfar Saba      | 3 - 0 | Split                | 25-10, 25-11, 25-18                                 |

### Squadre qualificate
| - Fischbek - İlbank - AZS Białystok - Doprastav Bratislava - CSM Bucarest - Kamnik - Hapoël Kfar Saba - Dinamo Krasnodar | - Kolubara - Le Cannet - AEL Limassol - Universal Modena - River - Viesti Salo - Stod Volley Steinkjer - Chimik |

## Ottavi di finale

### Andata
| 15 gennaio 2013 TVF SC Baskent Sports Hall, Ankara Durata: 1h:33 - Spettatori: 400 | İlbank               | 3 - 1 | Universal Modena      | 25-18, 25-14, 21-25, 25-20 |
| 16 gennaio 2013 Inter Hala Pasienky, Bratislava Durata: 1h:07 - Spettatori: 200    | Doprastav Bratislava | 0 - 3 | Dinamo Krasnodar      | 15-25, 13-25, 16-25        |
| 16 gennaio 2013 Sala Sportowa SP nr 50, Białystok Durata: 1h:16 - Spettatori: 250  | AZS Białystok        | 0 - 3 | Chimik                | 26-28, 20-25, 15-25        |
| 17 gennaio 2013 Salohalli, Salo Durata: 1h:15 - Spettatori: 556                    | Viesti Salo          | 3 - 0 | Kamnik                | 25-18, 25-18, 25-16        |
| 15 gennaio 2013 Gymnase Maillan, Le Cannet Durata: 1h:12 - Spettatori: 300         | Le Cannet            | 3 - 0 | Kolubara              | 25-14, 25-19, 25-19        |
| 15 gennaio 2013 PalaBanca, Piacenza Durata: 0h:47 - Spettatori: 1200               | River                | 3 - 0 | AEL Limassol          | 25-9, 25-6, 25-10          |
| 16 gennaio 2013 Sala Polivalentă, Bucarest Durata: 1h:08 - Spettatori: 300         | CSM Bucarest         | 3 - 0 | Stod Volley Steinkjer | 25-18, 25-16, 25-18        |
| 16 gennaio 2013 CU Arena, Amburgo Durata: 1h:15 - Spettatori: 716                  | Fischbek             | 3 - 0 | Hapoël Kfar Saba      | 25-20, 25-20, 25-18        |

### Ritorno
| 24 gennaio 2013 PalaPanini, Modena Durata: 1h:39 - Spettatori: 1100             | Universal Modena      | 3 - 1 | İlbank               | 25-8, 22-25, 25-10, 25-20 Golden set: 9-15         |
| 24 gennaio 2013 Dvorec sporta Olimp, Krasnodar Durata: 1h:10 - Spettatori: 1000 | Dinamo Krasnodar      | 3 - 0 | Doprastav Bratislava | 25-21, 25-17, 25-15                                |
| 24 gennaio 2013 FSK Olymp, Južne Durata: 1h:02 - Spettatori: 1000               | Chimik                | 3 - 0 | AZS Białystok        | 25-13, 25-18, 25-15                                |
| 23 gennaio 2013 Športna dvorana, Kamnik Durata: 2h:22 - Spettatori: 400         | Kamnik                | 3 - 2 | Viesti Salo          | 22-25, 18-25, 25-22, 25-15, 15-8 Golden set: 10-15 |
| 22 gennaio 2013 SRC Kolubara, Lazarevac Durata: 1h:17 - Spettatori: 800         | Kolubara              | 0 - 3 | Le Cannet            | 16-25, 26-28, 17-25                                |
| 23 gennaio 2013 LTV AEL, Limassol Durata: 0h:43 - Spettatori: 100               | AEL Limassol          | 0 - 3 | River                | 7-25, 7-25, 10-25                                  |
| 23 gennaio 2013 Steinkjerhallen, Steinkjer Durata: 1h:09 - Spettatori: 400      | Stod Volley Steinkjer | 0 - 3 | CSM Bucarest         | 11-25, 18-25, 15-25                                |
| 23 gennaio 2013 Galili Sport Hall, Kfar Saba Durata: 1h:37 - Spettatori: 500    | Hapoël Kfar Saba      | 1 - 3 | Fischbek             | 25-23, 20-25, 16-25, 19-25                         |

### Squadre qualificate
| - Fischbek - İlbank - CSM Bucarest - Dinamo Krasnodar - Le Cannet - River - Viesti Salo - Chimik |

## Quarti di finale

### Andata
| 7 febbraio 2013 Dvorec sporta Olimp, Krasnodar Durata: 1h:08 - Spettatori: 1000 | Dinamo Krasnodar | 3 - 0 | İlbank       | 25-16, 25-13, 25-23        |
| 6 febbraio 2013 FSK Olymp, Južne Durata: 1h:34 - Spettatori: 1500               | Chimik           | 3 - 1 | Viesti Salo  | 12-25, 25-21, 25-17, 25-13 |
| 5 febbraio 2013 Gymnase Maillan, Le Cannet Durata: 1h:43 - Spettatori: 452      | Le Cannet        | 1 - 3 | River        | 27-25, 15-25, 20-25, 17-25 |
| 6 febbraio 2013 CU Arena, Amburgo Durata: 1h:09 - Spettatori: 873               | Fischbek         | 3 - 0 | CSM Bucarest | 25-20, 25-11, 25-15        |

### Ritorno
| 14 febbraio 2013 TVF SC Baskent Sports Hall, Ankara Durata: 1h:38 - Spettatori: 1100 | İlbank       | 1 - 3 | Dinamo Krasnodar | 20-25, 8-25, 25-20, 26-28                          |
| 14 febbraio 2013 Salohalli, Salo Durata: 2h:28 - Spettatori: 1014                    | Viesti Salo  | 3 - 2 | Chimik           | 26-24, 33-31, 18-25, 12-25, 15-9 Golden set: 15-13 |
| 12 febbraio 2013 PalaBanca, Piacenza Durata: 2h:03 - Spettatori: 1230                | River        | 3 - 2 | Le Cannet        | 25-21, 20-25, 25-13, 24-26, 15-13                  |
| 13 febbraio 2013 Sala Polivalentă, Bucarest Durata: 1h:11 - Spettatori: 500          | CSM Bucarest | 0 - 3 | Fischbek         | 21-25, 20-25, 18-25                                |

### Squadre qualificate
| - Fischbek - Dinamo Krasnodar - River - Viesti Salo |

## Semifinale

### Andata
| 26 febbraio 2013 Dvorec sporta Olimp, Krasnodar Durata: 1h:08 - Spettatori: 2050 | Dinamo Krasnodar | 3 - 0 | Viesti Salo | 25-6, 25-20, 25-18  |
| 27 febbraio 2013 CU Arena, Amburgo Durata: 1h:08 - Spettatori: 1263              | Fischbek         | 0 - 3 | River       | 19-25, 12-25, 22-25 |

### Ritorno
| 2 marzo 2013 Salohalli, Salo Durata: 1h:10 - Spettatori: 1600     | Viesti Salo | 0 - 3 | Dinamo Krasnodar | 14-25, 15-25, 18-25 |
| 3 marzo 2013 PalaBanca, Piacenza Durata: 1h:08 - Spettatori: 3032 | River       | 3 - 0 | Fischbek         | 25-16, 25-16, 25-21 |

### Squadre qualificate
- Dinamo Krasnodar
- River

## Finale

### Andata
| 20 marzo 2013 PalaBanca, Piacenza Durata: 1h:59 - Spettatori: 1750 | River | 2 - 3 | Dinamo Krasnodar | 25-17, 20-25, 24-26, 25-13, 10-15 |

### Ritorno
| 24 marzo 2013 Dvorec sporta Olimp, Krasnodar Durata: 2h:17 - Spettatori: 3000 | Dinamo Krasnodar | 1 - 3 | River | 22-25, 25-22, 23-25, 24-26 Golden set: 15-8 |

### Squadra campione
- Dinamo Krasnodar